# Zhang Hanlan
Pour les articles homonymes, voir Zhang.
Dans ce nom chinois, le nom de famille, Zhang, précède le nom personnel.
Zhang Hanlan (en chinois : 张晗兰), née le 19 juillet 1979 à Shenyang au Liaoning, est une joueuse chinoise de basket-ball.
Elle faisait partie de l'équipe qui remporta une médaille d'or aux Jeux asiatiques de 2002.
Aux Jeux olympiques de 2008, à Pékin, elle fait partie de l'Équipe de Chine de basket-ball féminin qui obtient la quatrième place de la compétition.